# Ramonchamp
Ramonchamp ist eine französische Gemeinde mit 1817 Einwohnern (Stand 1. Januar 2022) im Département Vosges in der Region Grand Est. Sie gehört zum Arrondissement Épinal und zum Gemeindeverband Ballons des Hautes-Vosges.

## Geografie
Die Gemeinde Ramonchamp liegt an der oberen Mosel in den Vogesen im äußersten Südosten Lothringens und grenzt im Süden an die Region Franche-Comté. Die nächstgrößere Stadt Remiremont ist 22 Kilometer entfernt.
Das Gemeindegebiet von Ramonchamp erstreckt sich vom Tal der Mosel, das hier ca. 1000 Meter breit ist, bis zu den Kammlagen nördlich und südlich des Ortes. Im Norden wird mit 903 Metern die höchste Erhebung in der Gemeinde erreicht. Im Süden erfolgt auf maximal 770 Metern Höhe der Übergang zu einem Hochplateau, das die Wasserscheide zum Einzugsgebiet der Rhône bildet. Im Gemeindegebiet münden mehrere Gebirgsbäche, deren Täler tief in das Gebirge einschneiden, in die Mosel: von Nordosten der Ruisseau du Ménil, von Süden der Ruisseau de l’Etat und der Ruisseau de Ramonchamp.
Ein Drittel (500 ha) des 15,47 km² großen Gemeindegebietes sind von Wald bedeckt, die zu den Forstarealen Forêt Domaniale du Géhant und Bois du Ménil gehören. Das enge Moseltal lässt nur schmale Ackerflächen zu, an den tiefer liegenden Gebirgshängen dominieren Viehweiden.
Der alte Dorfkern mit der Kirche liegt am linken Moselufer, während sich die weitaus größere Siedlungsfläche auf dem rechten Ufer befindet.
Nachbargemeinden von Ramonchamp sind Saulxures-sur-Moselotte im Norden, Le Ménil im Nordosten, Le Thillot im Osten, Haut-du-Them-Château-Lambert und Servance-Miellin mit Servance im Süden, Beulotte-Saint-Laurent im Südwesten sowie Ferdrupt im Westen.

## Geschichte
Der Name Ramonchamp lässt sich aus dem altfranzösischen Wort für Ginster herleiten, der im oberen Moseltal verbreitet ist. Bereits in der Römerzeit führte der Weg von Metz nach Basel über das obere Moseltal und somit durch Ramonchamp.
Das älteste Gebäude im Ort ist heute die Kirche Saint-Remy-et-Saint-Blaise aus dem Jahr 1685.

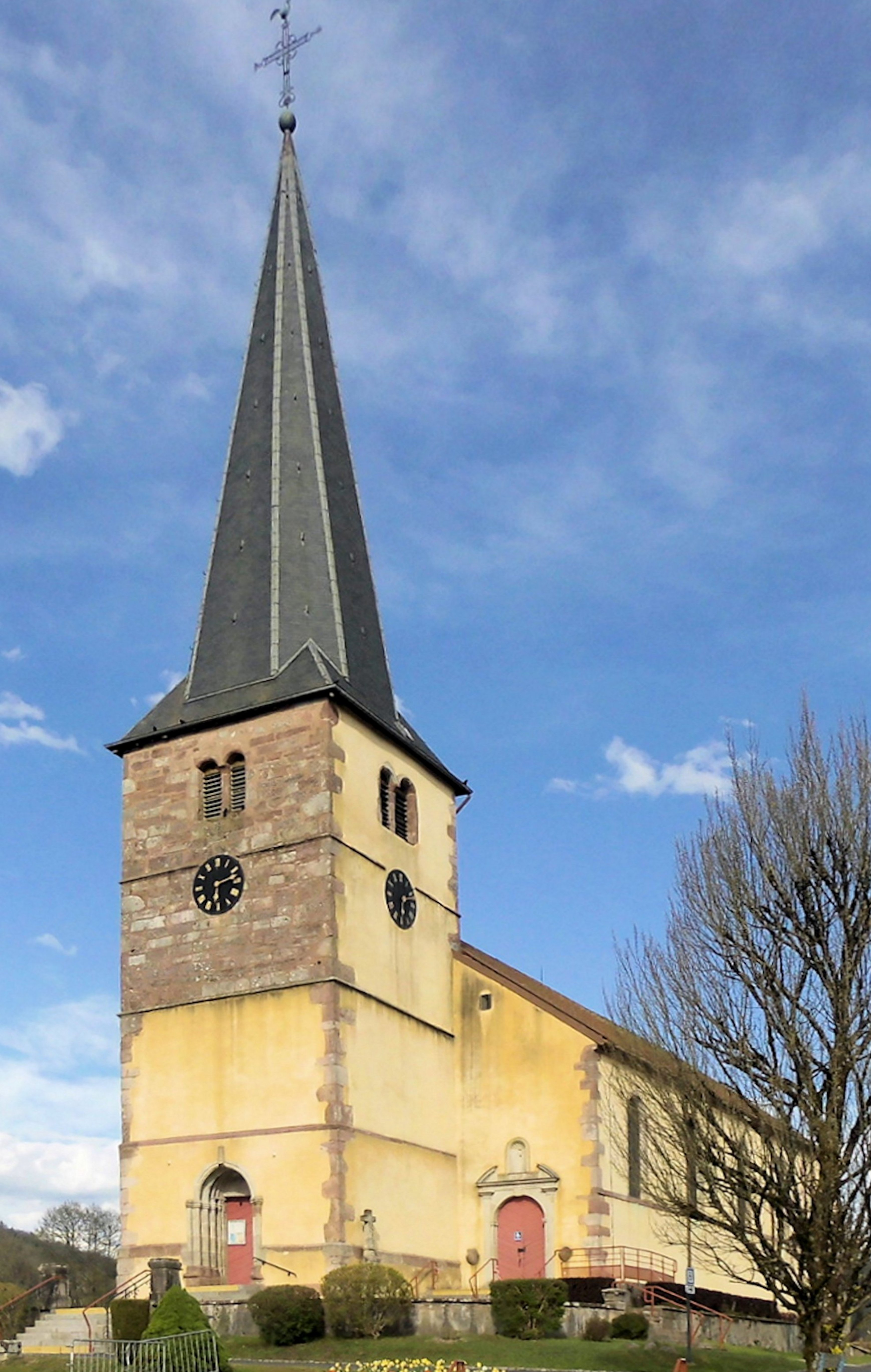
Kirche Saints-Remy-et-Blaise

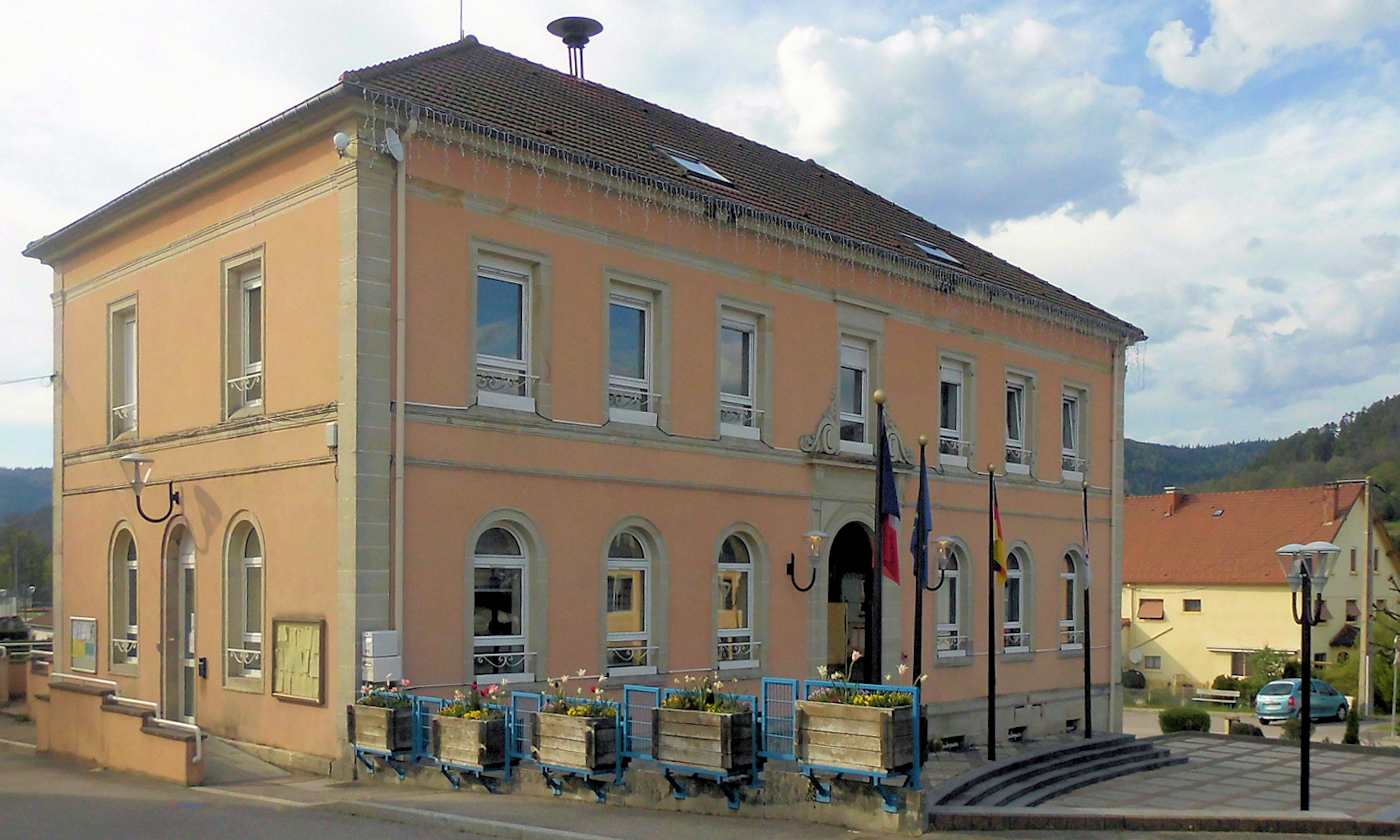
Gemeindeverwaltung (Mairie)

Vor der Französischen Revolution gehörte die verstreute Siedlungsstruktur um Ramonchamp zum Besitz der Äbtissinnen des Chapitre de Remiremont. Die heutige Gemeinde entstand nach der Abspaltung der Orte Le Thillot und Ferdrupt.
Bis zur Mitte des 19. Jahrhunderts lebten die Einwohner von der Land- und Viehwirtschaft, daneben verdienten sich die Bauern als Holzfäller, Handwerker, Schreiner, Holzschuhmacher oder Gespannführer ihren Unterhalt.
Etwa um 1830 änderte sich die Erwerbsstruktur in Ramonchamp und in den umliegenden Gemeinden des oberen Moseltales, als kleine Spinnereien und Webereien entstanden. Nach dem Deutsch-Französischen Krieg 1870/1871 erlebte die Textilindustrie eine neue, verstärkte Blüte durch die Ansiedlung von Betrieben elsässischer Besitzer, die vor den Deutschen geflohen waren.
In den 1970er Jahren begann der Niedergang der Textilindustrie. Erst allmählich konnten neue Arbeitsplätze geschaffen werden, unter anderem in der Kunststoff- und Metallverarbeitung sowie im Maschinenbau.

### Bevölkerungsentwicklung
| Jahr      | 1962 | 1968 | 1975 | 1982 | 1990 | 1999 | 2006 | 2014 | 2021 |
| Einwohner | 1217 | 1751 | 2099 | 2076 | 1985 | 1912 | 2007 | 2017 | 1842 |

Im Jahr 1841 wurde mit 3276 Bewohnern die bisher höchste Einwohnerzahl ermittelt. Die Zahlen basieren auf den Daten von cassini.ehess und INSEE.

## Wirtschaft und Infrastruktur
In der Gemeinde sind 13 Landwirtschaftsbetriebe ansässig (Milchwirtschaft, Zucht von Pferden, Rindern und Geflügel).  Im Südosten der Gemeinde wurde das Gewerbegebiet (Zone industrielle) Champs de la Croix eingerichtet. Zu den heute in Ramonchamp ansässigen Industriebetrieben zählen:
- VT2i (vorher TRW Frankreich, Automobilzulieferer)
- Francis Jacquel (Maschinen- und Werkzeugbau)
- Jean Paul Vuillemard (Metallbearbeitung, Laserschneiden)

Darüber hinaus pendeln viele Bewohner des oberen Moseltales in die Industriegebiete um Remiremont.
Die stark frequentierte Route nationale 66 (Europastraße 512) von Épinal über den Col de Bussang nach Mülhausen führt durch die Ortslage von Ramonchamp. Bis 2008 wurden diverse Schallschutzmaßnahmen entlang der E 512 durchgeführt. Eine schmale Straße führt in Richtung Norden über den in 790 Metern Höhe gelegenen Col de Morbieux in das Tal der Moselotte. Das ehemalige Bahnhofsgebäude und der Straßenname Rue de la Gare erinnern an die heute stillgelegte Bahnlinie von Remiremont nach Bussang.

## Partnerschaft
Seit 1972 pflegt Ramonchamp eine Gemeindepartnerschaft mit Ober-Olm in Rheinhessen.
Im Jahr 2006 wurde die Partnerschaft mit Schloßvippach in Thüringen begründet. Schloßvippach ist ebenfalls Partnergemeinde von Ober-Olm. 

## Belege
1. ↑  Origines de la commune de Ramonchamp auf ramonchamp.fr (Memento vom 13. Oktober 2013 im Internet Archive) in Französisch.
2. ↑  Ramonchamp auf cassini.ehess
3. ↑  Ramonchamp auf INSEE
4. ↑  Landwirtschaftsbetriebe auf annuaire-mairie.fr (französisch)